# Pradenca cellablanca
La pradenca cellablanca (Leistes superciliaris) és un ocell de la família dels ictèrids (Icteridae).

## Hàbitat i distribució
Habita zones arbustives, pastures i llocs empantanegats de les terres baixes de Sud-amèrica, des del nord de Bolívia i sud-oest del Brasil fins l'Argentina central, Uruguai i Brasil oriental.